# 李登 (道光進士)
李登（？年—？年），字號不詳，山西省太原府交城縣道德坊（今屬呂梁市交城縣天寧鎮南街社區）人，清朝政治人物。

## 生平
嘉慶二十三年（1818年）戊寅科山西鄉試舉人。
道光十五年（1835年）乙未科第三甲第一百十八名同進士出身。以知縣即用，分發江蘇。
十六年（1836年）十月，自認能力不足勝任治理民政，經江蘇巡撫林則徐奏陳請願改任教職；因李登是進士出身，上諭准改就教職，由吏部照例選用。